# Iglesia Lakewood
Iglesia Lakewood (del inglés: Lakewood Church) es una megaiglesia cristiana evangélica la más grande de Estados Unidos. Fue fundada en 1959 y dirigida por John Osteen hasta su muerte, en 1999, fecha a partir de la cual su hijo menor Joel Osteen ejerce como Pastor general. En dicha iglesia predican cantantes como Danilo Montero y el director de la comunidad hispanoamericana de la congregación, Marcos Witt (2003) hasta septiembre de 2012) y a partir de esa fecha Danilo Montero. Parte de sus servicios en español son transmitidos por la cadena protestante Enlace, en tanto que sus servicios en inglés son transmitidos por otras programadoras. Su sede principal se conoce como Church Central Campus, está localizada en Houston y tiene la capacidad de albergar a 16 800 personas en su interior. La congregación recibe semanalmente cerca de 45,000 personas en 2024.

## Historia

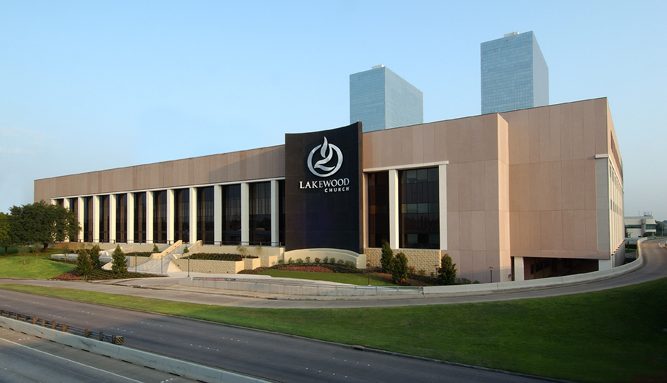
Sede de la Iglesia Lakewood (Houston, Tx -USA), el Lakewood Church Central Campus

La Iglesia Lakewood fue fundada por el teleevangelista John Osteen y su segunda esposa Dodie en el año 1959. La congregación se inició con aproximadamente 6.000 fieles. En 1979, los asistentes a las prédicas se incrementaron considerablemente, convirtiendo a esta iglesia en una de las congregaciones más influyentes entre sus semejantes en todo Estados Unidos. El 23 de enero de 1999 falleció Osteen, asumiendo su hijo menor, Joel Osteen, la máxima dirección de la congregación. Bajo la batuta de este, la congregación multiplicó su tamaño casi en un 500%, aumentando la asistencia semanal a 30.000 personas, lo que provocó el traslado de su sede a una instalación más amplia.
A finales de 2003, la iglesia firmó un contrato de arrendamiento a largo plazo con la ciudad de Houston para adquirir The Summit, un estadio deportivo con 24 años de antigüedad. Antes de que el complejo fuera adquirido por Lakewood, éste fue escenario de los Houston Rockets, el Houston Aeros y los Houston Comets.
El 16 de julio de 2005, la Iglesia Lakewood hizo efectivo el traslado de su sede, tras haber invertido US$75.000.000 en remodelaciones al complejo. El plan de arrendamiento era por 30 años por el costo de US$11.8 millones. En marzo de 2010, se desató una polémica por la propuesta de compra que hizo la administración de Iglesia Lakewood a la ciudad, motivando la intervención de la legislatura de la ciudad. Finalmente, al culminar el mismo mes, el Consejo de Houston, por mayoría simple, resolvió vender todo el complejo por US$7,5 millones.
En noviembre de 2011, Oprah Winfrey, Tyler Perry y los miembros de la banda de música pop Backstreet Boys visitaron Lakewood. También ha visitado la Iglesia Lakewood el expresidente de Estados Unidos Bill Clinton.
Según un censo de la iglesia publicado en 2024, tendría una asistencia semanal de 45.000 personas. 

## Detalles
La Iglesia Lakewood tiene cuatro servicios en inglés y dos en español. Éstos son transmitidos por las cadenas Trinity Broadcasting Network y Daystar Television Network. De igual forma aparece en redes seculares como la Fox Network y ABC Family. En 2007 la administración reportó que invierte casi US$30.000.000 al año por sus servicios televisados.
Actualmente la dirección general de la congregación está en manos de Joel Osteen y su esposa Victoria (como co-pastora). Otros pastores reconocidos son Danilo Montero y Marcos Witt (quien se retiró en septiembre de 2012). Los pastores asociados son Dodie Osteen (viuda de Osteen), Paul Osteen y Lisa Comes; el primero de estos dos es hermano de Joel.
El área musical está a cargo de Cindy Cruse-Ratciff, Steve Crawford, Da'dra Crawford Greathouse e Israel Houghton.
Los críticos han dicho que el Ministerio ha restado importancia a la enseñanza y símbolos tradicionales (como la cruz o un altar).
Entre los cantantes de adoración que se congregan en la Iglesia Lakewood más famosos figuran Christine D'Clario, Yashira Guidini, Sheila Romero e Ingrid Rosario.

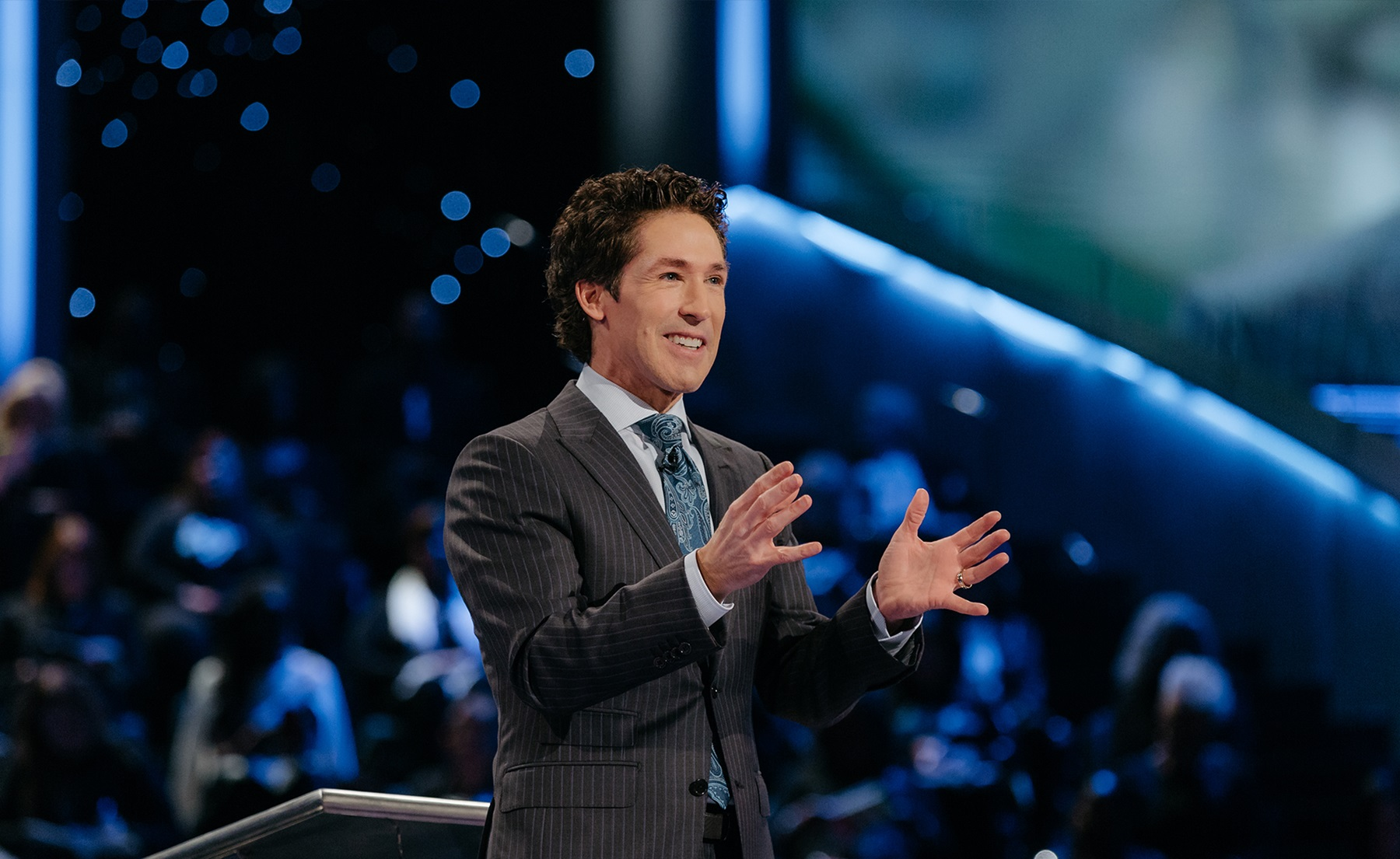
Joel Osteen, Pastor general de la Iglesia Lakewood.

## Fundamentos
La Iglesia Lakewood dice basar su doctrina en la Biblia y en la creencia en la Trinidad, en la muerte de Cristo y su posterior resurrección. A partir de esos principios, la Iglesia Lakewood incluye entre sus fundamentos y en el servicio que realiza:
- Salvación: cada servicio dispone de un espacio en el cual los asistentes acuden al altar manifestando su decisión de aceptar a Jesucristo como su señor y salvador.
- Bautismo en agua: La iglesia considera el bautismo como símbolo de su creencia en el poder de la sangre de Cristo para limpiar los pecados y como testimonio de la fe en Jesucristo. El bautismo se practica cada sábado por la noche en la capilla de la iglesia.
- Comunión: la considera como un acto, una ocasión, para recordar el sacrificio que hizo Jesucristo en la crucifixión.
- Relación creciente con Jesús: la Iglesia Lakewood cree que cada creyente debe tener una relación creciente con Jesucristo, teniendo como referente la palabra de Dios, ha de procurar asemejarse al redentor con la intervención del Espíritu Santo.[21]
- Venida de Cristoː En la venida de Cristo por su Iglesia, Dios viene a buscar una iglesia santa.[21]

La Iglesia Lakewood es conocida por su palabra de fe en la enseñanza.